# Rafael Natal
Ne doit pas être confondu avec Rafael Nadal.
Pour les articles homonymes, voir Natal.
Rafael Natal Diniz Franca, né le 25 décembre 1982 à Belo Horizonte au Brésil, est un pratiquant professionnel brésilien d'arts martiaux mixtes (MMA). Il combat actuellement à l'Ultimate Fighting Championship dans la catégorie des poids moyens.

## Distinctions
- Ultimate Fighting Championship
  - Combat de la soirée (une fois)

## Palmarès en arts martiaux mixtes
| 31 combats     | 21 victoires | 9 défaites |
| Par KO         | 4            | 6          |
| Par soumission | 8            | 0          |
| Sur décision   | 9            | 3          |
| Égalités       | 1            | 1          |

| Résultat | Record | Adversaire                | Méthode                                 | Événement                               | Date              | Round | Temps | Lieu                                   | Notes               |
| -------- | ------ | ------------------------- | --------------------------------------- | --------------------------------------- | ----------------- | ----- | ----- | -------------------------------------- | ------------------- |
| Défaite  | 21-9-1 | Eryk Anders               | KO (coups de poing)                     | UFC on Fox 25 - Weidman vs. Gastelum    | 22 juillet 2017   | 1     | 2:54  | Uniondale, New York, États-Unis        |                     |
| Défaite  | 21-8-1 | Tim Boetsch               | KO (coups de poing)                     | UFC 205: Alvarez vs. McGregor           | 12 novembre 2016  | 1     | 3:22  | New York, États-Unis                   |                     |
| Défaite  | 21-7-1 | Robert Whittaker          | Décision unanime                        | UFC 197: Jones vs. Saint Preux          | 23 avril 2016     | 3     | 5:00  | Las Vegas, Nevada, États-Unis          |                     |
| Victoire | 21-6-1 | Kevin Casey               | TKO (coups de poing)                    | UFC on Fox: Johnson vs. Bader           | 30 janvier 2016   | 3     | 3:37  | Newark, New Jersey, États-Unis         |                     |
| Victoire | 20-6-1 | Uriah Hall                | Décision partagée                       | UFC 187: Johnson vs. Cormier            | 23 mai 2015       | 3     | 5:00  | Las Vegas, Nevada, États-Unis          |                     |
| Victoire | 19-6-1 | Tom Watson                | Décision unanime                        | UFC 183: Silva vs. Diaz                 | 31 janvier 2015   | 3     | 5:00  | Las Vegas, Nevada, États-Unis          |                     |
| Victoire | 18-6-1 | Chris Camozzi             | Décision partagée                       | UFC Fight Night: Jacaré vs. Mousasi     | 5 septembre 2014  | 3     | 5:00  | Ledyard, Connecticut, États-Unis       |                     |
| Défaite  | 17-6-1 | Ed Herman                 | Décision unanime                        | UFC Fight Night: Brown vs. Silva        | 10 mai 2014       | 3     | 5:00  | Cincinnati, Ohio, États-Unis           |                     |
| Défaite  | 17-5-1 | Tim Kennedy               | KO (coup de poing)                      | UFC Fight Night: Fight for the Troops 3 | 6 novembre 2013   | 1     | 4:40  | Fort Campbell, Kentucky, États-Unis    |                     |
| Victoire | 17-4-1 | Tor Troéng                | Décision unanime                        | UFC Fight Night: Teixeira vs. Bader     | 4 septembre 2013  | 3     | 5:00  | Belo Horizonte, Minas Gerais, Brésil   | Combat de la soirée |
| Victoire | 16-4-1 | João Zeferino             | Décision unanime                        | UFC on FX: Belfort vs. Rockhold         | 18 mai 2013       | 3     | 5:00  | Jaraguá do Sul, Santa Catarina, Brésil |                     |
| Victoire | 15-4-1 | Sean Spencer              | Soumission (étranglement bras-tête)     | UFC on Fox: Johnson vs. Dodson          | 26 janvier 2013   | 3     | 2:13  | Chicago, Illinois, États-Unis          |                     |
| Défaite  | 14-4-1 | Andrew Craig              | KO (head kick)                          | UFC on Fuel TV: Muñoz vs. Weidman       | 11 juillet 2012   | 3     | 2:13  | San Jose, Californie, États-Unis       |                     |
| Victoire | 14-3-1 | Michael Kuiper            | Décision unanime                        | UFC 143: Diaz vs. Condit                | 4 février 2012    | 3     | 5:00  | Las Vegas, Nevada, États-Unis          |                     |
| Victoire | 13-3-1 | Paul Bradley              | Décision unanime                        | UFC 133: Evans vs. Ortiz                | 6 août 2011       | 3     | 5:00  | Philadelphie, Pennsylvanie, États-Unis |                     |
| Égalité  | 12-3-1 | Jesse Bongfeldt           | Égalité                                 | UFC 124: St-Pierre vs. Koscheck II      | 11 décembre 2010  | 3     | 5:00  | Montréal, Québec, États-Unis           |                     |
| Défaite  | 12-3   | Rich Attonio              | Décision unanime                        | UFC Fight Night: Marquardt vs. Palhares | 15 septembre 2010 | 3     | 5:00  | Austin, Texas, États-Unis              |                     |
| Victoire | 12-2   | Travis Lutter             | KO (coups de poing)                     | Moosin: God of Martial Arts             | 21 mai 2010       | 1     | 4:12  | Worcester, Massachusetts, États-Unis   |                     |
| Victoire | 11-2   | Allan Weickert            | Soumission (étranglement arrière)       | Ring of Combat 26                       | 11 septembre 2009 | 1     | 2:53  | Atlantic City, New Jersey, États-Unis  |                     |
| Défaite  | 10-2   | Victor O'Donnell          | TKO (arrêt du médecin)                  | Ring of Combat 25                       | 12 juin 2009      | 1     | 5:00  | Atlantic City, New Jersey, États-Unis  |                     |
| Victoire | 10-1   | Plinio Cruz               | Soumission (étranglement arrière)       | Ring of Combat 24                       | 17 avril 2009     | 2     | 3:13  | Atlantic City, New Jersey, États-Unis  |                     |
| Victoire | 9-1    | Alexandre Moreno          | KO (coup de poing)                      | Ring of Combat 23                       | 20 février 2009   | 1     | 3:59  | Atlantic City, New Jersey, États-Unis  |                     |
| Victoire | 8-1    | Jon Kirk                  | Soumission (étranglement arrière)       | SWC 2: Battleground                     | 28 novembre 2008  | 1     | 3:19  | Frisco, Texas, États-Unis              |                     |
| Défaite  | 7-1    | Eduardo Telles            | KO (head kick)                          | Fury FC 6: High Voltage                 | 12 juillet 2008   | 2     | 2:18  | Rio de Janeiro, Brésil                 |                     |
| Victoire | 7-0    | Silmar Rodrigo            | Décision unanime                        | Mo Team League 1                        | 11 août 2007      | 3     | 5:00  | São Paulo, Brésil                      |                     |
| Victoire | 6-0    | Gerson da Silva Conceicao | Décision                                | XFC Brazil                              | 29 avril 2007     | 1     | 10:00 | Rio de Janeiro, Brésil                 |                     |
| Victoire | 5-0    | Nailson Bahia             | Soumission (clé de bras)                | XFC Brazil                              | 29 avril 2007     | 1     | 1:24  | Rio de Janeiro, Brésil                 |                     |
| Victoire | 4-0    | Danillo Villefort         | TKO (coups de poing)                    | Gold Fighters Championship 1            | 20 mai 2006       | 1     | N/A   | Rio de Janeiro, Brésil                 |                     |
| Victoire | 3-0    | Carlos Eduardo dos Santos | Soumission (étranglement en guillotine) | Wild Fight 1                            | 1er octobre 2005  | 2     | 2:46  | Juiz de Fora, Minas Gerais, Brésil     |                     |
| Victoire | 2-0    | Walter Luis               | Soumission (keylock)                    | Champions Night 12                      | 6 mai 2005        | 2     | 0:55  | São Paulo, Brésil                      |                     |
| Victoire | 1-0    | Emerson Avila             | Soumission (étranglement arrière)       | Champions Night 12                      | 6 mai 2005        | 1     | 1:58  | São Paulo, Brésil                      |                     |